# 卒業写真 (映画)
『Watch with Me 〜卒業写真〜』（そつぎょうしゃしん）は2007年4月21日公開の日本映画。
2007年4月21日に九州地区で先行上映され、同年6月9日から全国ロードショーを開始した。2007年5月25日に佐藤朝泰によりノベライズされ、ゴマブックスから出版された。

## あらすじ
ずっと一緒に居られたら、と願った。
がんを患い余命半年と宣告された上野和馬は、残りの余生を懐かしい故郷で過ごそうと、同級生だった医師・田中の勤務する福岡県久留米市のホスピスに入院する。見舞いに訪れた同級生たちと再会した彼は一人の少女のことを思い出せない。妻・由紀子と懐かしい故郷の地をめぐる和馬は、写真を撮りながら、少女との記憶の欠片を次第に取り戻していく。やがて和馬は、故郷の風景や人々を撮り集めて最後の写真集を作り上げる決意をする。由紀子はそんな和馬に協力するのだが……。
次第に明らかになる少女との過去と進行する和馬の病状。余命わずかと宣告されたがん患者、彼を看病する妻、彼らを取り巻く親戚や友人たちの心の機微を情緒豊かに描く。

## キャスト
- 上野和馬：津田寛治
- 上野由紀子：羽田美智子
- 上野和馬（少年時代）：中野大地
- 萩原ひとみ：高木古都
- 田中孝平：山崎直樹
- 緒方悟：EIJI
- 国武太：境賢一
- 北原悦子：秋本奈緒美
- 古賀光代：根岸季衣
- 野口重吉：高杢禎彦
- 松永和人：鶴久政治
- 森光貴弘：小宮孝泰
- 古賀忠：有福正志
- 萩原陽一郎：油井昌由樹

## スタッフ
- 監督：瀬木直貴
- プロデューサー：瀬木直貴、佐藤朝泰、藤本敦史
- 脚本：高坂圭・瀬木直貴
- 音楽：谷川賢作
- 主題歌：ハイ・ファイ・セット 「卒業写真」
- 製作：映画「Watch with Me 〜卒業写真〜」制作委員会
- 配給：ティ・ジョイ
- 特別協賛：株式会社東洋神宝
- 協賛：NTT西日本福岡支店、株式会社梅の花、久留米大学、鳥越製粉株式会社、福岡県宅地建物取引業協会、雪ノ聖母会聖マリア病院、株式会社ムーンスター
- 後援：福岡県、久留米市、日本ホスピス緩和ケア協会
- 支援：ビジュアルコミッション筑後

## 主題歌
エンディングで流れる主題歌は、ハイ・ファイ・セットが歌う「卒業写真」（作詞・作曲：荒井由実）。ヒロインを演じた高木古都が歌う「卒業写真」は映画のイメージソングとなっており、高木のデビューシングルとして2007年4月18日発売された。カップリング曲はハイ・ファイ・セットが歌う「卒業写真」。